# John Calvin
John Calvin (Staten Island, 29 novembre 1947) è un attore statunitense noto per aver interpretato Howie Dickerson nella sitcom The Paul Lynde Show, Justin Hooke nella miniserie The Dark Secret of Harvest Home e il reverendo Willie Tenboom nel dramma d'avventura I predatori dell'idolo d'oro.

## Filmografia parziale

### Cinema
- A proposito di omicidi... (The Cheap Detective), regia di Robert Moore (1978)
- Norma Rae, regia di Martin Ritt (1979)
- Making Love, regia di Arthur Hiller (1982)
- Attacco alla base militare Gloria (Siege of Firebase Gloria), regia di Brian Trenchard-Smith (1989)
- Critters 3, regia di Kristine Peterson (1991)
- Dragonworld, regia di Ted Nicolaou (1994)

### Televisione
- Lo sceriffo del sud (Cade's County) – serie TV, un episodio (1971)
- Cannon – serie TV, un episodio (1971)
- The Paul Lynde Show – serie TV, 26 episodi (1972-1973)
- Mod Squad, i ragazzi di Greer (The Mod Squad) – serie TV, un episodio (1972)
- Here's Lucy – serie TV, un episodio (1974)
- Petrocelli – serie TV, 2 episodi (1974-1975)
- Uno sceriffo a New York (McCloud) – serie TV, un episodio (1974)
- Colombo (Columbo) – serie TV, un episodio (1974)
- L'uomo da sei milioni di dollari (The Six Million Dollar Man) – serie TV, un episodio (1974)
- Harry O – serie TV, un episodio (1975)
- Bronk – serie TV, un episodio (1975)
- A tutte le auto della polizia (The Rookies) – serie TV, un episodio (1975)
- Charlie's Angels – serie TV, un episodio (1977)
- Agenzia Rockford (The Rockford Files) – serie TV, un episodio (1977)
- Barnaby Jones – serie TV, un episodio (1978)
- La famiglia Bradford (Eight is Enough) – serie TV, 2 episodi (1979)
- Cuore e batticuore (Hart to Hart) – serie TV, un episodio (1981)
- Magnum P.I. – serie TV, 3 episodi (1981-1988)
- Matt Houston – serie TV, 2 episodi (1982-1984)
- I predatori dell'idolo d'oro (Tales of the Gold Monkey) – serie TV, 22 episodi (1982-1983)
- A-Team (The A-Team) – serie TV, un episodio (1985)
- Visitors (V) – serie TV, un episodio (1985)
- Top Secret (Scarecrow and Mrs. King) – serie TV, un episodio (1985)
- Moonlighting – serie TV, un episodio (1985)
- Simon & Simon – serie TV, 3 episodi (1986-1988)
- Dallas – serie TV, 6 episodi (1987-1988)
- Matlock – serie TV, 3 episodi (1989)
- Il tempo della nostra vita (Days of Our Lives) – serie TV, 7 episodi (1989)
- La signora in giallo (Murder, She Wrote) – serie TV, un episodio (1990)

## Doppiatori italiani
Nelle versioni in italiano delle opere in cui ha recitato, John Calvin è stato doppiato da:
- Paolo Poiret in Charlie's Angels
- Angelo Nicotra in La famiglia Bradford
- Massimo Pizzirani in Tutti al mare
- Gianni Giuliano in La signora in giallo
- Romano Malaspina in Critters 3